# Canton de Dijon-4
Le canton de Dijon-4 est une circonscription électorale française située dans le département de la Côte-d'Or et la région Bourgogne-Franche-Comté.
À la suite du redécoupage cantonal de 2014, les limites territoriales du canton sont remaniées.

## Histoire
Un nouveau découpage territorialde la Côte-d'Or entre en vigueur à l'occasion des élections départementales de mars 2015, défini par le décret du 18 février 2014, en application des lois du 17 mai 2013 (loi organique 2013-402 et loi 2013-403). Les conseillers départementaux sont, à compter de ces élections, élus au scrutin majoritaire binominal mixte. Les électeurs de chaque canton élisent au Conseil départemental, nouvelle appellation du Conseil général, deux membres de sexe différent, qui se présentent en binôme de candidats. Les conseillers départementaux sont élus pour 6 ans au scrutin binominal majoritaire à deux tours, l'accès au second tour nécessitant 10 % des inscrits au 1er tour. En outre la totalité des conseillers départementaux est renouvelée. Ce nouveau mode de scrutin nécessite un redécoupage des cantons dont le nombre est divisé par deux avec arrondi à l'unité impaire supérieure si ce nombre n'est pas entier impair, assorti de conditions de seuils minimaux. Dans la Côte-d'Or, le nombre de cantons passe ainsi de 43 à 23. Le nouveau canton de Dijon-4 ne comporte plus qu'une fraction de la commune de Dijon.

## Géographie
Ce canton est organisé autour de Dijon dans l'arrondissement de Dijon. 

## Représentation

### Représentation avant 2015
| Période | Période      | Identité         | Étiquette    | Qualité |
| ------- | ------------ | ---------------- | ------------ | --- |
| 1973    | 1985         | Maurice Fourrier | PS           | Professeur Conseiller municipal de Dijon |
| 1985    | 1999 (décès) | Roland Carraz    | PS puis MDC  | Maître de conférences à la faculté de sciences humaines de Dijon Maire de Chenôve (1978-1999) Député (1981-1993 et 1997-1999) Secrétaire d'État (1983-1986) |
| 2000    | 2004         | Pierre Pertus    | MDC puis AGR | |
| 2004    | 2015         | Roland Ponsaâ    | PS puis DVG  | Adjoint au maire puis conseiller municipal de Chenôve |

### Représentation depuis 2015
| Période élective | Période élective | Mandat | Mandat   | Identité               | Nuance | Nuance | Qualité |
| ---------------- | ---------------- | ------ | -------- | ---------------------- | ------ | ------ | --- |
| 2015             | 2021             | 2015   | 2021     | Anne Erschens          |        | LR     | Conseillère municipale de Dijon (2014-2017) |
| 2015             | 2021             | 2015   | 2021     | Ludovic Rochette       |        | DVD    | Maire de Brognon, Président de la Communauté de communes Norge et Tille Ancien conseiller général du Canton de Dijon-1 5ème Vice-Président du Conseil départemental |
| 2021             | 2028             | 2021   | en cours | Nuray Akpinar-Istiquam |        | PS     | Employée dans un organisme de retraites Adjointe au maire de Dijon                                                                                                  |
| 2021             | 2028             | 2021   | en cours | Benoît Bordat          |        | LREM   | Ancien conseiller agricole et foncier, Député (2022-2024), conseiller municipal de Dijon (2008-2022)                                                                |

Benoît Bordat, député de 2022 à 2024, a quitté Cap 21. Il est membre de la Fédération progressiste et du groupe Renaissance à l'Assemblée nationale.

### Résultats détaillés

#### Élections de mars 2015
À l'issue du 1er tour des élections départementales de 2015, deux binômes sont en ballottage : Océane Charret-Godard et Jean-Yves Pian (Union de la Gauche, 35,84 %) et Anne Erschens et Ludovic Rochette (Union de la Droite, 32,59 %). Le taux de participation est de 52,45 % (5 781 votants sur 11 022 inscrits) contre 53,86 % au niveau départemental et 50,17 % au niveau national.
Au second tour, Anne Erschens et Ludovic Rochette (Union de la Droite) sont élus avec 52,72 % des suffrages exprimés et un taux de participation de 50,25 % (2 705 voix pour 5 539 votants et 11 022 inscrits).
Ludovic Rochette a quitté LR. Il est proche de la majorité présidentielle.

#### Élections de juin 2021
Le premier tour des élections départementales de 2021 est marqué par un très faible taux de participation (33,26 % au niveau national). Dans le canton de Dijon-4, ce taux de participation est de 32,53 % (3 686 votants sur 11 331 inscrits) contre 36,24 % au niveau départemental. À l'issue de ce premier tour, deux binômes sont en ballottage : Nuray Akpinar-Istiquam et Benoît Bordat (DVG, 38,52 %) et Anne Erschens et Ludovic Rochette (DVD, 32,05 %).
Le second tour des élections est marqué une nouvelle fois par une abstention massive équivalente au premier tour. Les taux de participation sont de 34,3 % au niveau national, 37,05 % dans le département et 35,12 % dans le canton de Dijon-4. Nuray Akpinar-Istiquam et Benoît Bordat (DVG) sont élus avec 52,39 % des suffrages exprimés (1 971 voix pour 3 974 votants et 11 315 inscrits),,. 

## Composition

### Composition avant 2015
Le canton de Dijon-4 regroupait 2 fractions de communes, celles de Chenôve et de Dijon.

### Composition depuis 2015
| Nom                           | Code Insee | Intercommunalité | Superficie (km2) | Population (dernière pop. légale)                 | Densité (hab./km2) | Modifier                                    |
| ----------------------------- | ---------- | ---------------- | ---------------- | ------------------------------------------------- | ------------------ | ------------------------------------------- |
| Dijon (bureau centralisateur) | 21231      | Dijon Métropole  | 40,41            | Fraction : 29 705 (2022) Commune : 159 941 (2022) | 3 958              | modifier les données · modifier les données |
| Canton de Dijon-4             | 2111       |                  |                  | 29 705 (2022)                                     |                    | modifier les données                        |

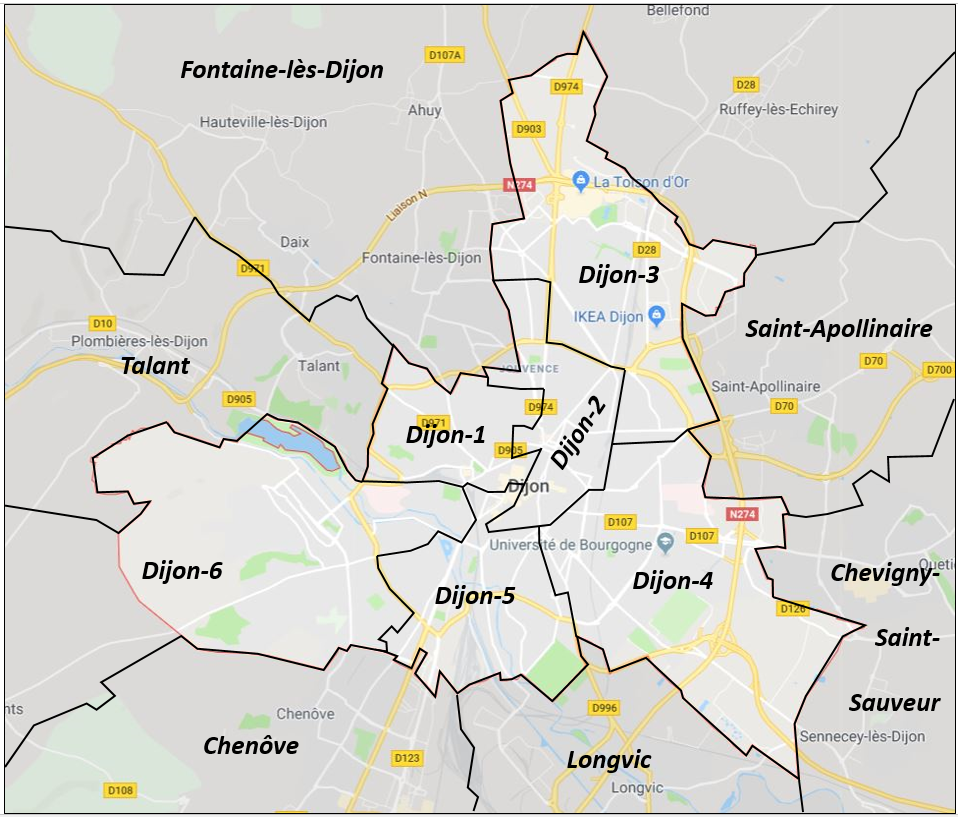
Découpage cantonal à Dijon depuis 2015.

Le nouveau canton de Dijon-4 comprend  la partie de la commune de Dijon située à l'est d'une ligne définie par l'axe des voies et limites suivantes : depuis la limite territoriale de Saint-Apollinaire, rond-point du 8-Mai-1945, avenue du Maréchal-Lyautey, rue Adolphe-Joanne, boulevard de Strasbourg, place du 30-Octobre-et-de-la-Légion-d'Honneur, boulevard Carnot, rue Claude-Basire, place du Président-Wilson, cours du Général-de-Gaulle, rond-point Edmond-Michelet, rue Théophile-Foisset, rue de Longvic, jusqu'à la limite territoriale de la commune de Longvic.
Il comprend les quartiers de Mansart, de l'Université, de Montmuzard et une partie du quartier de Chevreul-Parc.

## Démographie

### Démographie avant 2015
| 1975 | 1982 | 1990   | 1999   | 2006   | 2011   | 2012   |
| ---- | ---- | ------ | ------ | ------ | ------ | ------ |
| -    | -    | 21 543 | 21 440 | 17 070 | 16 580 | 16 909 |

### Démographie depuis 2015
En 2022, le canton comptait 29 705 habitants, en évolution de +8,53 % par rapport à 2016 (Côte-d'Or : +0,82 %, France hors Mayotte : +2,11 %).
| 2013   | 2018   | 2022   |
| ------ | ------ | ------ |
| 26 838 | 28 122 | 29 705 |